# Associazione Sportiva Frosinone 1974-1975
Questa voce raccoglie le informazioni riguardanti l'Associazione Sportiva Frosinone nelle competizioni ufficiali della stagione 1974-1975.

## Rosa
| N. |                   | Ruolo | Calciatore        |
| -- | ----------------- | ----- | ----------------- |
|    | Italia (bandiera) | P     | Luciano Bartolini |
|    | Italia (bandiera) | C     | Rodolfo Battista  |
|    | Italia (bandiera) | D     | Silvano Borrelli  |
|    | Italia (bandiera) | A     | Eugenio Brunello  |
|    | Italia (bandiera) |       | Cardoni           |
|    | Italia (bandiera) |       | Celani            |
|    | Italia (bandiera) | C     | Bruno Colletti    |
|    | Italia (bandiera) | A     | Andrea Conte      |
|    | Italia (bandiera) | C     | Giovanni Cupriani |
|    | Italia (bandiera) |       | De Joannes        |
|    | Italia (bandiera) |       | Di Sora           |
|    | Italia (bandiera) |       | Ferraro           |
|    | Italia (bandiera) | D     | Rutilio Filipponi |
|    | Italia (bandiera) | C     | Mario Jannarilli  |

| N. |                   | Ruolo | Calciatore         |
| -- | ----------------- | ----- | ------------------ |
|    | Italia (bandiera) | P     | Sandro Luciani     |
|    | Italia (bandiera) | D     | Carlo Masato       |
|    | Italia (bandiera) | C     | Luciano Masiello   |
|    | Italia (bandiera) | D     | Arturo Massari     |
|    | Italia (bandiera) | C     | Antonio Mecorio    |
|    | Italia (bandiera) | C     | Giorgio Monaco     |
|    | Italia (bandiera) | D     | Paolo Montresor    |
|    | Italia (bandiera) |       | Pieroni            |
|    | Italia (bandiera) | P     | Alberto Recchia    |
|    | Italia (bandiera) | A     | Paolo Santarelli   |
|    | Italia (bandiera) | A     | Amedeo Sorrentino  |
|    | Italia (bandiera) | D     | Nazzareno Spaziani |
|    | Italia (bandiera) | C     | Carlo Terlizzi     |
|    | Italia (bandiera) | C     | Gino Trio          |